# II. Kázmér lengyel fejedelem

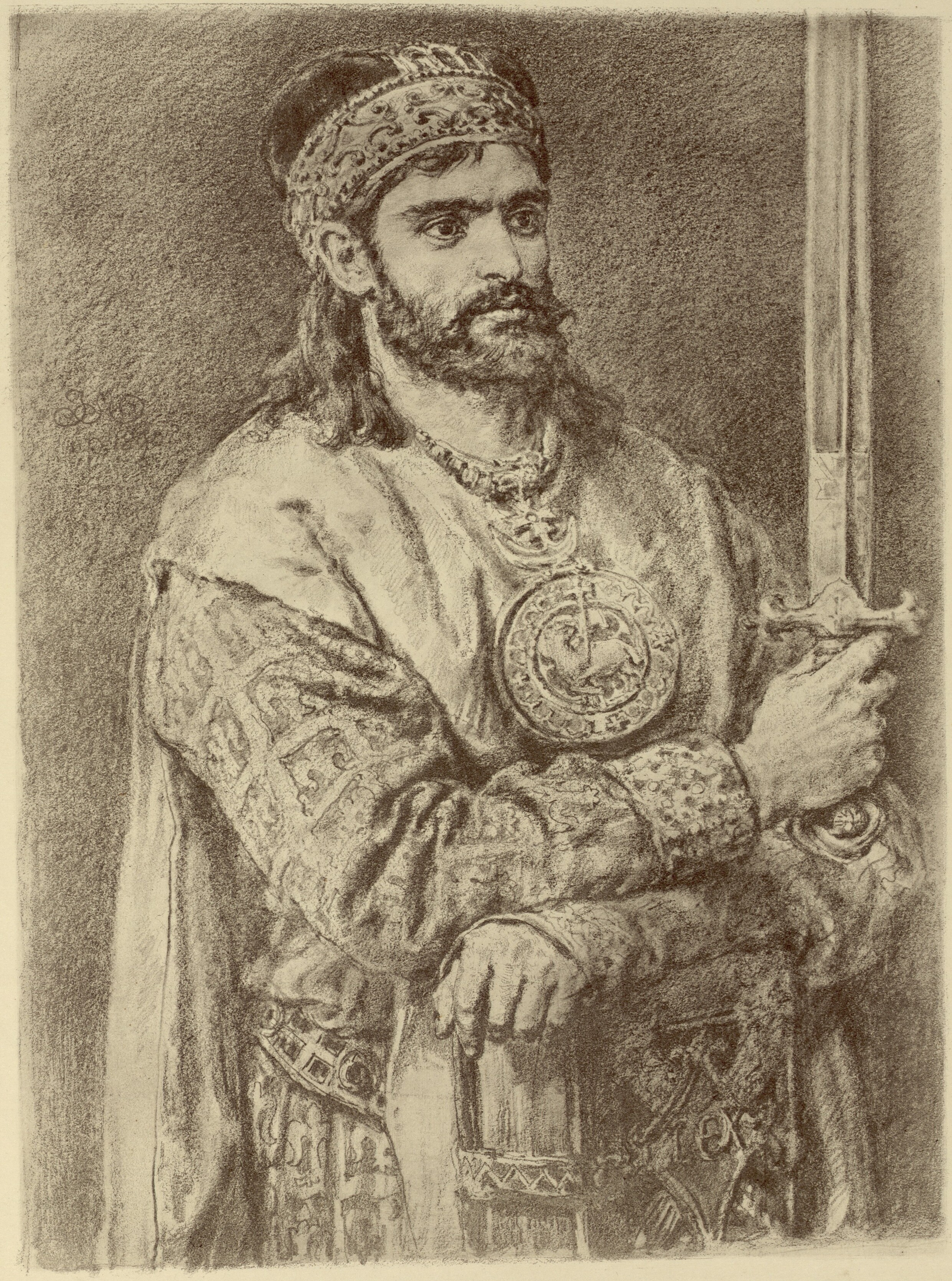
Igazságos Kázmér – Jan Matejko ceruzarajza

II. Kázmér, más néven Igazságos Kázmér (lengyelül: Kazimierz II Sprawiedliwy), (1138 – 1194. május 5.), Ferdeszájú Boleszláv és bergi Salome hercegnő legkisebb fia. Wiślicai, sandomierzi és krakkói herceg. Az Igazságos melléknév már a XVI. században megjelent.

## Élete
1177-ben, amikor Öreg Mieszkót száműzték, megkapta a hercegi trónt. Ez a szeniorátus elvének megszakítását jelentette.
II. Igazságos Kázmér nem sokkal apja halála előtt született. Ellentétben azonban bátyjaival, IV. Boleszlávval, III. Mieszkoval és Sandomierzi Henrikkel, Kázmér nem kapott saját országrészt, hanem mint kiskorú, anyjának, Saloménak felügyelete alatt az özvegyi országrészbe, Łęczycába került. Itt volt szemtanúja a tizenkettedik század negyvenes éveiben folyó lengyel polgárháborúnak, melynek résztvevői az ország újraegyesítését akaró Elűzött Ulászló és Kázmér vér szerinti testvérei, Boleszláv valamint Mieszko voltak. Ezekre az eseményekre semmiféle befolyással sem bírt.
1144-ben meghalt a herceg édesanyja, Kázmér gyámságát Göndörhajú Boleszláv vette át, és noha bátyja felügyelete alatt biztonságban érezhette magát, semmi biztosítékot nem kapott arra, hogy egykor majd valamilyen országrésszel fog rendelkezni. Sőt, amikor elérte Kázmér a nagykorúságot 1154-ben, nemhogy nem jutott ilyen birtokhoz, de hamarosan (1157-ben) újabb csalódás érte abban a háborúban, melyben a Piastok vereséget szenvedtek Barbarossa Frigyestől. A legfiatalabb testvért ugyanis bátyjai túszul adták Németországba Boleszláv és Mieszko hűségének biztosítékául.
Nem ismert Kázmér sorsa Barbarossa udvarában. Lengyelországba csak 1161-ben tért vissza és Göndörhajú Boleszláv továbbra is érezhetően ellenségesen viselkedett vele szemben, ami a saját országrészhez való jutást illeti.
A helyzet gyökeresen megváltozott 1166-ban, amikor a poroszok elleni hadjáratban utód nélkül elesett Sandomierzi Henrik, és végrendeletében egyedüli örökösévé legfiatalabb öccsét nevezte meg. Sajnos Göndörhajú Boleszláv másképpen döntött, és Henrik örökségét három részre osztotta – a legnagyobb területet Sandomierz fővárossal magának tartotta, egy másik (közelebbről nem ismert) részt Mieszkónak adott és csak a harmadik részt Wiślicával kapta meg Igazságos Kázmér.
Kázmérnak a szenior döntése miatti elégedetlenségét igyekeztek kihasználni a főurak, akik Piotr Włostowic palatinus fia, Świętosław és veje, Miechowi Jaksa köré csoportosultak, akik 1172-ben attól félve, hogy a beteg Göndörhajú Boleszláv után a trónon az önkényeskedéséről ismert Öreg Mieszko fogja követni, igyekeztek rávenni legfiatalabb öccsét, hogy álljon a zendülés élére. Ismeretlen okokból azonban Kázmér lemondott az összeesküvésben való részvételről, és így a lázadóknak esélye sem maradt a sikerre.
Bátyjai iránti hűségéért Göndörhajú Boleszláv halála után nyert jutalmat 1173-ban, amikor Öreg Mieszko öccsének átadta Sandomierzi Henrik örökségéből azt a részt, amit mindezideig visszatartott a szenior.
Öreg Mieszko keménykezű kormányzása elég hamar kiváltotta a befolyásukat féltő főurak elégedetlenségét. Ez alkalommal az 1177-ben előkészített akció az egész országban sikerrel kecsegtetett. A lázadást az örökösen elégedetlenkedő kis-lengyelországi főurakon kívül, akiket a krakkói püspökök vezettek, támogatta Mieszko fia Poznani Odon, aki attól félt, hogy mostohatestvérei kiforgatják örökségéből, az akkori legidősebb Piastok, a wrocławi herceg I. Magas Boleszláv, aki bízvást számított a szeniorátus trónjának elfoglalására és ismeretlen indítékból Igazságos Kázmér.
Az általános lengyel felkelés elég furcsán zajlott le – Mieszko, akit teljesen megleptek a lázadók Kis-Lengyelországban, visszahátrált Poznańba, ahol még két évig nehéz harcok folytak fiával, Odonnal. Végül is vereséget szenvedett és száműzetésbe vonult külföldre. Magas Boleszláv azonban nem tudott bevonulni Krakkóba, mert háborúba keveredett Görbelábú Mieszkoval és fiával Opolei Jaroszlávval, rövidesen vereséget szenvedett és kénytelen volt Igazságos Kázmér segítségét kérni. A fenti események következtében Kázmér, aki nem nagyon akart túl sok erőfeszítést tenni a sokak által áhított krakkói trónért, végül győztes maradt a csatatéren. Ezután az új krakkói herceg nem akarta kockáztatni az opolei-raciborzi herceggel, Mieszkoval az összetűzést, elhatározta, hogy egyezményt köt vele, melynek értelmében Magas Boleszláv megkapja Alsó-Sziléziát, sőt Kázmér a meghódított Kis-Lengyelországból kikanyarította számára a bytomi és oświęcimi területeket, melyek ettől kezdve Sziléziához tartoztak (formálisan ez ajándék volt keresztfiának, a raciborzi herceg egyik fiának, I. Opolei Kázmérnak).
A juniorok 1177-es lázadása így Igazságos Kázmér teljes győzelmével végződött, aki nemcsak a krakkói területen és a hozzá csatolt Sieradzban és Łęczycában uralkodott, hanem sikerült felsőbbségét kiterjeszteni Sziléziára.
Kázmér uralmát még meg kellett erősíteni a főurak gyűlésének is és különösen a lengyel püspököknek, mivel előre tudható volt, hogy testvéreinek támogatása csak esetleges és az első adandó alkalmat meg fogják ragadni az önállósodásra. Öreg Mieszko is komoly tevékenységet fejtett ki visszatérése ügyében – először Csehországban, majd Németországban és Pomerániában. A krakkói trón öröklésének merész tervének megvalósítására és egyúttal Ferdeszájú Boleszláv által bevezetett szeniorátus elvének megsemmisítésére 1180-ban került sor a Łęczycába összehívott gyűlésen. Itt a lengyel püspöki kar végül elfogadta javaslatait. Ez azonban nem ingyen történt. Az egyházi és a világi urak, akik segítették őt, olyan jogokat kaptak, amelyek korábban ismeretlenek voltak Lengyelországban.
A łęczycai gyűlés azonnal lezajlott, azonban nem teljes fél évvel később, 1181 közepén III. Öreg Mieszko kihasználva a gdański Pomeránia helytartójának, Mszczujnak a segítségét, elfoglalta Nagy-Lengyelország nyugati részét Gnieznoval és Kaliszsal, és sikerült rábírnia fiát, Odont, hogy behódoljon neki. Ugyanekkor Mazóviai Leszek is úgy döntött, hogy lazítja Kázmér befolyását és udvarába hívta Öreg Mieszko fiát, Mieszkot helytartóként, akinek utána el kellett volna foglalnia a trónt Mazóviában és Kujáviában.
Ismeretlen okból Kázmér egyáltalán nem reagált az északi eseményekre, mindössze bebiztosította birtokait Kis-Lengyelországban. Diplomáciai összetűzésre került a sor 1184-ben Barbarossa Frigyes német császár udvarában, ahol a krakkói herceg – semlegesíteni akarván Mieszko törekvését az ország visszaszerzésére – hűbéresküt tett és nagy összegű adót fizetett.
A legfontosabb ügy Kázmér uralkodása alatt Öreg Mieszkoval való kapcsolata mellett az orosz fejedelmekhez való viszonya volt. Első feladata volt még mielőtt krakkói herceg lett volna, hogy semlegesítse a Rurik-dinasztia egyik ágának, a Monomachok befolyását, akik először Göndörhajú Boleszláv és Vierchoszlava házassága, majd Öreg Mieszko és Eudokszija házassága révén erősen kötődtek a korábbi lengyel szeniorokhoz. Ugyanebből a célból Kázmér még 1178 ismeretlen keresztnevű lányát hozzáadta Vszevolod Olegovicshoz, aki akkor éppen a kijevi trónon ült.
Az orosz politikába az első komoly beavatkozásra 1180-ban került sor, amikor Kázmér a Bresztben és Drohicsinben uralkodó Vaszilkoval és Mazóviai Leszekkel, valamint Vlagyimir minszki fejedelem közötti összetűzésben az elsőket támogatta. A háború Vlagyimir győzelmével zárult, aki elfoglalta Bresztet, miközben Vaszilko megtartotta Drohicsint, melyet később Leszekre hagyott. Ez a háború végleg nem oldotta meg Breszt hovatartozásának kérdését, melyet nem sokkal később Kázmér érdekeinek megfelelően unokahúga, Światosława foglalt el. 1182-ben újabb lázadás tört ki, ezúttal a hatalom ellen az alattvalók lázadtak fel. A krakkói herceg beavatkozása visszasegítette a trónra Światosławát, de ez nem bizonyult tartós megoldásnak, mert a drohicsini uralkodót hamarosan megmérgezték. Ezúttal Kázmér beavatkozása eredményeképp Światosława testvére, Roman lett az uralkodó.
1187-ben meghalt a halicsi herceg, Jarosław Ośmiomysł, ami hosszú harcok kezdetét jelentette az utódlásért. A hercegség feletti uralmat először fiatalabb fia, Oleg szerezte meg, rövidesen azonban meggyilkolták a bojárok és a trónt másik fia, Włodzimierz foglalta el. Włodzimierz uralkodása szintén távol volt attól, hogy szilárdnak lehessen nevezni, ezt a helyzetet a vlagyimiri (lodomériai) herceg, Roman igyekezett kihasználni, aki Kázmér segítségével eltávolította az addigi herceget. A száműzött Włodzimierz Magyarországon, III. Bélától kért segítséget, aki Halicsra saját katonáit küldte. Az összetűzés eredménye ezúttal az lett, hogy Román került száműzetésbe Krakkóba (Włodzimierz bosszúból megtámadta Kis-Lengyelországot). Rövidesen III. Béla meggondolta magát és úgy döntött, hogy Halicsot Magyarországhoz csatolja megszüntetve Włodzimierz hercegségét és helytartónak saját fiát, Andrást nevezte ki. Az újabb háborúra két évvel később került sor, amikor Kázmér Frigyes császár megbízásából (akinek hűbéresküt tett és segítségéért fordult Włodzimierz) visszaszerezte uralmát Holics felett.
Öreg Mieszko 1191-ben ki akarta használni azt, hogy Kázmér el volt foglalva az orosz ügyekkel és orvul elfoglalta a Wawel erődjét. Nem lévén biztos a helyi főurak hűségében a kis-lengyelországi herceg visszatért utánpótlásért az örökölt országrészébe, Kis-Lengyelországban fiát, Boleszlávot vagy fiatalabb Mieszkot hagyva. Ezt az összetűzést végül is békével fejezték be, mikor Kázmér visszatérve Ruszba csaknem harc nélkül foglalta el a fővárost, és visszaküldte öccsét Mieszkóhoz.
Korábban, de még 1186-ban meghalt a mazóviai és kujáviai herceg, Göndörhajú Boleszláv fia – Mazóviai Leszek. Halála előtt a betegeskedő Leszek úgy döntött, hogy Igazságos Kázmérra hagyja örökségét. Ennek oka, annak ellenére, hogy korábban Öreg Mieszko leszármazottainak ígérte oda az volt, a Płockba küldött Fiatal Mieszko igen elbizakodott volt, aki úgy viselkedett Mazóviában és Kujáviában, mintha máris jogszerű uralkodója lenne ezeknek az országrészeknek. Leszek halála és Mazóvia elfoglalása Igazságos Kázmért Lengyelország leghatalmasabb fejedelmévé tette.
Kázmér győzelmeinek sorában az utolsó az 1194-ben a Mazóviára pusztító portyákkal törő jaćwingok ellen szervezett hadjárat, mely teljes sikerrel járt, és a herceg győzedelmesen tért vissza Krakkóba. Ott 1194. május 5-én váratlanul meghalt.

## Értékelése
Tizenhét éves uralkodása alatt Kázmér Kis-Lengyelországban jó politikusnak bizonyult. Bőkezűen bánt az egyházzal is. Sokat köszönhetnek neki a ciszterciták, a kanonokok, valamint a johanniták. Kázmér igyekezett Krakkóban elterjeszteni Szent Flórián kultuszát is, akinek ereklyéit a krakkói püspök, Gedko hozta a városba. Tervei közt egyetemalapítás is szerepelt, melynek helyszínéül Krakkót szemelte ki. A munkálatok már el is kezdődtek, II.Kázmér hirtelen halála azonban gyors véget vetett az elképzelésnek. Az egyetemet később III. Kázmér alapította meg, első működési helyszíne a II.Kázmér által építtetett épület volt.

## Családja
Igazságos Kázmér felesége II. Konrád znojmói herceg lánya, Znojmói Heléna volt, akitől négy fia született: a még gyermekként meghalt Kázmér, Boleszláv, akit egy kidőlő fa ölt meg még tizenévesen, és a későbbi hercegek: Fehér Leszek és Mazóviai Konrád, valamint név szerint nem ismert lánya, akit az orosz fejedelemhez, Vszevolod Csermnijhez adtak feleségül.